# Шумлесь-Крулевський
Шумлесь-Крулевський (пол. Szumleś Królewski, нім. Königsfließ) — село в Польщі, у гміні Нова Карчма Косьцерського повіту Поморського воєводства.
Населення — 182 особи (2011).
У 1975-1998 роках село належало до Гданського воєводства.

## Демографія
Демографічна структура станом на 31 березня 2011 року:
|          | Загалом | Допрацездатний вік | Працездатний вік | Постпрацездатний вік |
| -------- | ------- | ------------------ | ---------------- | -------------------- |
| Чоловіки | 92      | 24                 | 65               | 3                    |
| Жінки    | 90      | 31                 | 45               | 14                   |
| Разом    | 182     | 55                 | 110              | 17                   |